# Дирк Стројк
Дирк Јан Стројк (хол. Dirk Jan Struik; Ротердам, 30. септембар 1894 — Белмонт, 21. октобар 2000) је био холандски математичар и теоретичар марксизма који је већи део свог живота проживео у САД.